# Internet Speculative Fiction Database
Die Internet Speculative Fiction Database (ISFDB) ist eine englischsprachige Datenbank für bibliographische Informationen zu Genres, die zur Speculative Fiction gezählt werden, insbesondere Science-Fiction und verwandte Genres wie Fantasy und Horrorliteratur. Die ISFDB ist ein Freiwilligenprojekt, bei dem sowohl die Datenbank als auch das Wiki offen für Bearbeitungen und Benutzerbeiträge sind. Die ISFDB Datenbank und der Quellcode sind unter Creative-Commons-Lizenz verfügbar. Die Daten werden von anderen Organisationen wie Freebase unter der Creative-Commons-Lizenz weiterverwendet.
Die ISFDB-Datenbank indiziert Autoren, Übersetzer, Romane, Erzählungen, Herausgeber und Magazine weltweit. Weiterhin unterstützt sie Pseudonyme, Serien, Preise und Illustratoren (des Umschlags wie auch im Inneren). Diese Daten werden in integrierten Autor-, Herausgeber- und Künstlerbibliographien zusammengefasst. Eine permanente Herausforderung ist die Verifizierung der Datenbank anhand des Inhaltes der Veröffentlichungen und sekundärer bibliographischer Quellen, mit dem Ziel korrekter Daten und vollständiger Abdeckung des Gebiets der Speculative Fiction. Die aktuellen Statistiken der Datenbank sind online verfügbar. ISFDB war der Sieger des 2005 Wooden Rocket Award in der Kategorie Best Directory Site (bester Verzeichnisdienst).
Cory Doctorow schrieb 1998 in Science Fiction Age: „Der beste All-round-Führer zu Science-Fiction-Themen bleibt die Internet Speculative Fiction Database“ (“The best all-round guide to things science-fictional remains the Internet Speculative Fiction Database”). Zenkat schrieb im April 2009 auf Freebase „…wird weithin als eine der maßgeblichsten Quellen über Science-Fiction-, Fantasy- und Horror-Literatur angesehen, die im Internet verfügbar ist“. (“…it is widely considered one of the most authoritative sources about Science Fiction, Fantasy, and Horror literature available on the Internet”.)
Im Mai 2009 schätzte Quantcast, dass die ISFDB von über 32.000 Benutzern im Monat besucht wurde.
Die Datenbankstruktur der ISFDB diente in mehreren Tutorials zur Datenbankprogrammierung als reelles Beispiel einer nichttrivialen Datenbank. So wurden ISFDB Schema und Daten im gesamten Kapitel 9 des Buches Rails For Java Developers verwendet. Sie wurde auch in einer Serie von Tutorials des Unternehmens Lucid Imagination über Solr, eine Suchplattform für Unternehmen, verwendet.

## Geschichte
Jerry Boyajian, Gregory J. E. Rawlings und John Wenn veröffentlichten in den Jahren 1984 bis 1994 zahlreiche Bibliographien von Speculative Fiction Autoren in der USENET Newsgroup rec.arts.sf.written. Für diese Beiträge wurde ein mehr oder weniger standardisiertes Format entwickelt. Viele dieser Bibliographien können noch immer auf The Linköping Science Fiction Archive gefunden werden. Al von Ruff entwickelte 1993 eine Datenbank für Literaturpreise. John R. R. Levitt schuf 1994 das Speculative Fiction Clearing House (SFCH). Ende 1994 bat er um Unterstützung beim Anzeigen der Literaturpreise, und von Ruff bot seine Datenbankwerkzeuge an. Leavitt lehnte jedoch ab, weil er Code wollte, der mit anderen Teilen seiner Website zusammenarbeiten konnte. Daraufhin begannen 1995 Al von Ruff und Ahasuerus (ein produktiver Autor auf rec.arts.sf.written) mit der Erstellung der ISFDB, basierend auf der Erfahrung mit SFCH und dem bibliographischen Format, das von John Wenn fertiggestellt worden war. Die ISFDB ging im September 1995 online, die URL wurde im Januar 1996 veröffentlicht.
Ursprünglich wurde die ISFDB bei einem Internetdienstanbieter in Champaign (Illinois) gehostet, doch Einschränkungen bei Plattenplatz und Datenbankunterstützung behinderten das Wachstum der Website. Im Oktober 1997 zog die ISFDB auf SF Site um, ein größeres Science Fiction Portal. Aufgrund der wachsenden Kosten auf SF Site zog die ISFDB im Dezember 2002 auf eine eigene Domain um. Diese Website wurde jedoch vom Provider aufgrund des hohen Ressourcenverbrauchs bald abgeschaltet.
Nachdem die Site daher seit Januar 2003 offline war, wurde sie seit März 2003 von der The Cushing Library Science Fiction and Fantasy Research Collection and Institute for Scientific Computation der Texas A&M University gehostet. Nach neuerlichen Ressourcenproblemen mit Texas A&M zog die ISFDB im Jahr 2007 auf einen angemieteten Server unter der oben angegebenen URL um.
Die ISFDB wurde ursprünglich von einer begrenzten Zahl von Personen bearbeitet, vor allem Al von Ruff und „Ahasuerus“. Seit 2006 ist jedoch die Bearbeitung durch die Allgemeinheit auf einer Freie-Inhalte-Basis ermöglicht. Um die Zuverlässigkeit des Inhalts sicherzustellen, müssen Änderungen von einem Moderator bestätigt werden.
Seit dem 27. Februar 2005 stehen Quellcode und Inhalt der ISFDB unter einer Creative Commons Namensnennung Lizenz.